# Attitude des institutions religieuses lors du génocide des Tutsi au Rwanda
 (janvier 2020).
On trouve dans le génocide des Tutsi au Rwanda au sein des mêmes religions, à la fois des victimes et des rescapés, des familles et amis des rescapés, des génocidaires avec leurs familles et amis, et des complices des génocidaires. Tous ont leurs réseaux au sein des religions, comme au sein des relations internationales. Au sein de ces mêmes religions on trouve également, à travers le monde, des croyants ignorant tout de cet évènement, mais amenés un jour ou l'autre, à travers telle ou telle Église, à les découvrir.[évasif]
Le caractère transnational des religions fait d'elles l'un des canaux principaux de transmission des informations du Rwanda à l'étranger[évasif]. Les religions ne possèdent pas un point de vue univoque car différents courants idéologiques s'y affrontent.

## Des croyances traditionnelles au christianisme
La croyance traditionnelle des Rwandais qui peuplaient l'actuel Rwanda était soumise à l'adoration d'un dieu unique nommé Imana, puis le pays s'est progressivement christianisé, surtout du temps de la colonisation belge. Leur foi en Imana a permis aux habitants de mieux assimiler le christianisme, sans grande rupture conceptuelle, puisqu'il y avait même un baptême rwandais très proche du baptême chrétien. Ce qui a changé sur le plan socio-culturel c'est l'introduction d'un clergé, diminuant l'influence de la dynastie royale rwandaise sur ces peuples essentiellement agriculteurs et pasteurs, pour lesquels Imana avait sa place référentielle dans une pratique religieuse domestique. 
On trouve aussi au Rwanda une communauté musulmane marginale, souvent d'origine étrangère et essentiellement présente à Kigali dans le quartier populaire de Nyamirambo, où deux mosquées ont été construites, dont l'une financée par le colonel Mouammar Kadhafi. Mais on voit aussi parfois dans la campagne de toutes petites mosquées.

## Les réseaux religieux

### Le monde chrétien majoritaire
Les institutions religieuses chrétiennes ont une influence considérable dans le pays. Trois ans avant le génocide, un recensement avait compté au Rwanda environ 90 % de chrétiens, dont 62 % de catholiques, 18 % de protestants et 8 % d'adventistes.
Les catholiques rwandais sont très liés à l'Europe et plus particulièrement à l'Église catholique belge historiquement, ainsi qu'aux Églises catholiques suisse et espagnole, présentes par leurs instituts et leurs missions. Les protestants rwandais sont, quant à eux, plus ouverts aux Églises anglaises et américaines qui financent leurs œuvres. Pourtant on ne retrouve pas dans ces diverses influences religieuses internationales, les mêmes clivages qu'au niveau politique. Notamment, malgré sept diocèses anglicans en 1992, l'influence anglo-saxonne, jugée en France plus proche des Tutsi, était sans doute trop faible pour freiner la déferlante génocidaire, et on relève même un évêque anglican accusé de génocide au TPIR et décédé avant son jugement. Le chef des Interahamwe, Robert Kajuga, était Tutsi et d'une famille anglicane.

#### Le rôle des missionnaires
L'Histoire du Rwanda montre que l'Église catholique belge et la congrégation des Pères blancs ont très largement contribué à la construction du Rwanda colonial, puis à l'établissement des républiques hutues, renversant l'ordre social ancien. La diffusion de la théorie de l'Ethnisme au Rwanda apparaît donc comme une conséquence directe de l'intervention coloniale et missionnaire. 
La dynastie royale des agriculteurs tutsis a d'abord essayé de résister à l'emprise chrétienne des missionnaires, puis elle s'est convertie au catholicisme. Un roi résistant au baptême, a été destitué par les Belges au profit de son fils converti. Plus tard, la dynastie consacre le pays au Christ Roi, mettant ainsi en avant la doctrine sociale de l'Église dans la droite ligne de l'enseignement de Pie XI.
Le rôle de l'enseignement catholique est déterminant dans l'évolution coloniale du Rwanda, puisqu'il représente l'immense majorité des établissements d'enseignement. Les missionnaires forment certes en priorité des Tutsis, que l'ethnologie de l'époque juge d'une race supérieure à celle des Hutus, mais aussi des Hutus, ne s'estimant pas tenus par les directives de l'administration qui, elle, favorisait uniquement les Tutsis. Le petit séminaire et le grand séminaire deviennent donc, à la veille de l'indépendance, une voie d'ouverture pour les Hutus avec son corollaire : la prêtrise pour certains d'entre eux. Il se forme ainsi une élite Hutu avec son lot de frustration à l'égard des Tutsis.
D'une manière générale, pour les jeunes Rwandais de la colonisation et ensuite des Républiques hutues, les études se faisaient obligatoirement dans des établissements missionnaires chrétiens. Il y eut donc une « non-distinction » entre choisir d'être chrétien et pouvoir faire des études[Quoi ?], ce qui pose la question du génocide et de son antinomie avec la parole chrétienne reçue.
Lors de son audition devant les parlementaires français, le Père Guy Theunis, missionnaire-journaliste de la congrégation des Pères blancs parlant couramment le Kinyarwanda, dit de l'Église catholique au Rwanda que, « depuis l'époque coloniale », « c'était une sorte d'État dans l'État ».

#### L'Église catholique à la veille de l'indépendance du Rwanda
À la veille de l'indépendance, plusieurs phénomènes vont se conjuguer pour retourner l'alliance privilégiée entre les missionnaires belges et les Tutsis au profit des Hutus. Le clergé catholique, qui tient les rênes sociales du Rwanda par ses paroisses, ses dispensaires et ses écoles, craint le désir d'indépendance exprimé par les Tutsis. Les Hutus ont été frustrés pendant plusieurs décennies. L'administration coloniale souhaite garder la tutelle du Rwanda.Les Belges flamands commencent à venir au Rwanda et voient dans la suprématie Tutsi l'image des Wallons dans la société belge.[réf. nécessaire] Monseigneur Perraudin, évêque suisse originaire du Valais en poste au Rwanda, conseille aux séminaristes une organisation rwandaise sur le modèle suisse avec un Hutuland et un Tutsiland. De plus la théologie de la libération, imprégnée de marxisme et mélangée à des considérations sur la Révolution française, commence à baigner cette période de l'Église.
La « Lettre pastorale » du 11 février 1959 de Mgr Perraudin est considérée comme le déclencheur du revirement de l'alliance avec les Tutsis. Elle aboutit à la création du Parmehutu et à la révolution sociale hutue, dirigée par le secrétaire particulier de Mgr Perraudin, Grégoire Kayibanda, qui deviendra le premier président du Rwanda. Dans cette lettre, on reproche à Mgr Perraudin d'avoir donné une caution morale à la dérivation du problème des riches et des pauvres vers un problème racial.

#### Les Églises sous la République Hutu

##### La visite du Pape en septembre 1990
Jean-Paul II est venu au Rwanda en visite apostolique en septembre 1990. L'une de ses premières préoccupations aurait été de s'enquérir de l'avancement du dialogue avec les exilés Tutsi, dialogue auquel le Président Juvénal Habyarimana avait toujours opposé son veto.
Quelques jours plus tard, le premier octobre 1990, des exilés Tutsi du FPR déclenchent leur retour armé et le début de la guerre civile rwandaise. Certains responsables catholiques du Rwanda en ont toujours gardé une rancune tenace contre le FPR qui aurait ainsi cassé la voie du dialogue à laquelle le Pape invitait les Rwandais.

#### Les Églises pendant le génocide
Quelles que soient les Églises, elles ont toutes été traversées de la même manière par le génocide. On retrouve dans ce vaste univers tous les courants idéologiques qui s'affronteront pendant le génocide, sans que le message évangélique donne l'impression d'inspirer une lecture particulière des événements par les chrétiens de l'extérieur du Rwanda. Tous se retrouvent seulement pour dénoncer l'horreur de la violence, mais sans pousser plus loin l'analyse des événements et dégager qui est responsable des violences génocidaires, préférant rester sur un plan proche des théories du double génocide[évasif][source secondaire nécessaire]. 

##### Les membres des clergés
L'Église catholique du Rwanda subit pendant l'été 1994 les évènements : trois évêques (sur les neuf) - dont l'évêque de Kabgayi, Mgr Nsengiyumva - 123 prêtres (soit un quart du clergé) et plus de 300 religieuses sont assassinés par leurs compatriotes[réf. nécessaire].

##### La profanation des lieux de culte
Comme lors des pogroms qui ont marqué l'histoire du Rwanda depuis 1959, les Tutsis ont cherché refuge dans les églises. Cela ne fut cependant d'aucun secours en 1994 et les lieux de culte furent le théâtre d'importants massacres. Certaines de ces églises ont repris leur fonction, d'autres n'ont pas été reconstruites et abritent actuellement des mémoriaux dont les plus connus sont probablement ceux de Nyamata et Ntarama, où périrent en tout 10 000 personnes[réf. nécessaire].

##### La position du Pape Jean-Paul II
Après la suggestion de dialogue avec les exilés en 1990, le Pape aurait été parmi les premiers à dénoncer à l'ONU le génocide dès le 27 avril 1994. Ensuite en 1996, il déclara que si des représentants de l'Église étaient coupables, ils devaient être jugés[réf. nécessaire].
Mais d'autres signaux sont parvenus du Vatican qui ont troublé les rescapés. Des prêtres notoirement compromis dans le génocide vivaient au Vatican ou ailleurs dans le monde et continuaient à exercer leurs responsabilités de pasteurs. L'Osservatore Romano se serait fait l'écho au moins une fois très ouvertement de la théorie du double génocide pour justifier cette impunité. Cette théorie du double génocide est du reste la thèse de la majorité des médias de l'époque[réf. nécessaire].

##### L'attitude des Églises pendant le génocide
L' attitude de l’Église catholique dans le génocide rwandais est sujet à controverses,. 
« Certes, l’Église n’a pas appelé à commettre le génocide, mais elle a soutenu pendant plus de trente ans un régime racialiste et raciste », ajoute Léon Saur, spécialiste du rôle de l’Église au Rwanda. Des missionnaires d'Afrique, les Pères blancs, comme Mgr André Perraudin, longtemps archevêque de Kabgayi, Mgr Léon-Paul Classe, un missionnaire français devenu premier vicaire apostolique du Rwanda, identifient trois races distinctes (Hutus, Tutsis et Twas).

#### L'attitude des Églises après le génocide
Des voix se sont élevées, y compris parmi des chrétiens, pour dénoncer des complaisances des Églises envers des génocidaires, dont certains sont aujourd'hui protégés en leur sein, au Rwanda comme dans d'autres pays d'accueil. Parmi les rescapés, prêtres ou pasteurs et simples chrétiens, et leurs amis chrétiens des autres pays, de douloureuses interrogations sont parfois exprimées. Pourquoi la foi n'a-t-elle pas servi de rempart aux comportements génocidaires ? Une réconciliation ardemment conseillée aux rescapés et demandée par les auteurs des massacres, au nom de cette même foi, peut-elle faire abstraction de la reconnaissance des fautes commises et d'un processus judiciaire demandé par les rescapés ? Pourquoi ceux qui ont participé aux massacres semblent parfois mieux pris en considération dans les Églises que les rescapés ?[évasif]
Deux lettres ouvertes au Pape, écrite par l'ONG African Rights, en 1998 et 2004, ont voulu relayer la parole des rescapés catholiques[réf. nécessaire].
« Les premiers écrits niant le génocide des Tutsis sont l’œuvre de missionnaires belges. » (Jean-Damascène Bizimana, secrétaire exécutif de la Commission nationale de lutte contre le génocide). Dans la Lettre des prêtres du Rwanda réfugiés à Goma, adressée au pape Jean-Paul II le 2 août 1994, la responsabilité du génocide y est attribuée au FPR par une trentaine de religieux imprégnés de l’idéologie du Hutu Power. L’Osservatore Romano en juin 1999 affirme la thèse d’un double génocide.
En 2017, le pape François a imploré « le pardon de Dieu » pour « les péchés et les manquements de l'Église et ses membres » durant le génocide de 1994 au Rwanda.

##### Des procédures judiciaires contre certains religieux
Plusieurs prêtres, religieux et religieuses ont fait l’objet de poursuites judiciaires pour « participation au génocide », par les tribunaux rwandais, le Tribunal pénal international pour le Rwanda (TPIR) ou la justice belge, comme Emmanuel Rukundo, Athanase Seromba. Au mois de juin 2001, deux religieuses Hutu du couvent de Sovu, Consolata Mukangango (Sœur Gertrude, supérieure du couvent) et Julienne Mukabutera (Sœur Kizito), ont été condamnées par la justice belge à respectivement quinze et douze ans de réclusion pour avoir livré aux milices Interahamwe les familles tutsies qui s'étaient réfugiées dans l'enceinte du couvent[réf. nécessaire].  Certains ont été acquittés comme Wenceslas Munyeshyaka
« Comparé aux 120 000 Rwandais en attente de leur jugement, le nombre de religieux soupçonnés d’être impliqués dans le génocide est faible : une vingtaine de membres du clergé attendent de passer en jugement devant un tribunal et d’autres font l’objet d’une enquête. »

##### Une certaine presse catholique
Le 7 septembre 2005, le Père Guy Theunis de la Société des missionnaires d'Afrique, ancien directeur de la revue Dialogue de l'Église catholique du Rwanda, a été arrêté par les autorités rwandaises. Il a été conduit devant une Gacaca le 12 septembre 2005. Cette juridiction s'est déclarée incompétente et l'a renvoyé devant la justice classique rwandaise au titre de la première catégorie des suspects, celle des planificateurs du génocide[réf. nécessaire].
Cette arrestation a suscité de très vives réactions d'incompréhension et d'indignation dans l'Église et la communauté internationale, notamment de l'association Reporters sans frontières dont il avait été correspondant. Ceux qui s'intéressent au rôle d'un certain courant idéologique au sein de l'Église catholique dans le génocide ne sont pas complètement surpris par cette arrestation. En effet dans la mesure où la revue Dialogue a été un organe essentiel de l'information de l'Église catholique à propos du génocide et de la période précédente, cette revue a influencé certains organes de presse dans le point de vue du double génocide au Rwanda - point de vue d'ailleurs majoritairement relayé par les médias tant écrits qu'audiovisuels du monde entier à cette époque - considéré aujourd'hui comme négationniste, du fait des décisions internationales survenues par la suite[Quand ?] de qualifier les événements du Rwanda par un « unique » génocide[source secondaire nécessaire].

### Les musulmans
Le faible nombre et le rôle marginal des musulmans dans la société rwandaise de l'époque ne permettent pas de dresser un tableau significatif de leur comportement pendant le génocide. Toutefois Hassan Ngeze, condamné par le Tribunal pénal international pour le Rwanda, responsable de Kangura, magazine notoire de la propagande pré-génocidaire, était musulman. Mais il est reconnu qu'il n'était qu'un homme de paille de l'Akasu[réf. nécessaire].